# Повелитель стихий
«Повели́тель стихи́й» (англ. The Last Airbender) — американский, фэнтезийный, приключенческий боевик М. Найта Шьямалана 2010 года, спродюсированный компаниями Paramount Pictures, Nickelodeon Movies, Blinding Edge Pictures и The Kennedy/Marshall Company и выпущенный Paramount. Основан на первом сезоне мультсериала «Аватар: Легенда об Аанге» (2005) от Nickelodeon. Ноа Рингер, Дев Патель, Никола Пельтц и Джексон Рэтбоун сыграли главных героев — Аанга, принца Зуко, Катару и Сокку. По сюжету, молодому аватару Аангу предстоит овладеть четырьмя стихиями — воздухом, водой, землёй и огнём — чтобы восстановить баланс в мире и не дать Народу Огня завоевать Племя Воды и Царство Земли.
Разработка фильма началась в январе 2007 года, а в течение 2008 года проводились кастинг и подготовки к съёмкам. Съёмки картины стартовали в марте 2009 года и завершились в сентябре; хотя большая часть фильма снималась в Пенсильвании, первые две недели съёмочного периода проводились в Гренландии. В августе начался пост-продакшн, который занял несколько месяцев из-за создания большого количества визуальных эффектов. Создатели фильма исключили из названия слово «Аватар», чтобы избежать путаницы с одноимённой картиной Джеймса Кэмерона 2009 года.
Премьера «Повелителя стихий» состоялась в Нью-Йорке 30 июня 2010 года; начиная со следующего дня картина демонстрировалась в кинотеатрах США. Фильм получил отрицательные отзывы как от профессиональных критиков, так и от фанатов франшизы; некоторые рецензенты назвали его одним из худших фильмов в истории. При производственном бюджете в $ 150 000 000 итоговые сборы картины составили $ 319 700 000. Изначально «Повелитель стихий» должен был положить начало кинотрилогии, адаптирующей все три сезона оригинального мультсериала, однако производственные компании прекратили работу над продолжениями после разгромной критики и не оправдавших ожиданий кассовых сборов фильма.

## Сюжет
Прошло сто лет с тех пор, как Народ Огня объявил войну трём другим нациям — Воздушным Кочевникам, Племени Воды и Царству Земли — в своём стремлении покорить мир. Сокка и его младшая сестра Катара из Южного Племени Воды обнаруживают необычный айсберг и разрушают его, в результате чего в небо устремляется мощный луч света. Во льдах молодые люди обнаруживают 12-летнего мальчика по имени Аанг и его домашнего летающего бизона Аппу. После освобождения Аанга находящийся в изгнании принц Народа Огня Зуко направляется к источнику света и прибывает в Южное Племя Воды, Он приказывает местным жителям выдать ему Аватара, последнего мага воздуха, единственного человека, который в состоянии управлять другими элементами — водой, землёй и огнём. Аанг добровольно сдаётся в плен, чтобы защитить жителей деревни от солдат Народа Огня. Тем не менее, Катара и Сокка прилетают спасти его верхом на Аппе и вместе они сбегают с корабля Зуко. Троица отправляется на родину Аанга в Южный Храм Воздуха, где Аанг узнаёт, что пока он в течение ста лет находился в айсберге Народ Огня уничтожил остальных Воздушных Кочевников, включая его опекуна монаха Гиацо. В отчаянии Аанг входит в состояние Аватара и попадает в Мир Духов, где встречает дух дракона. Катара успокаивает Аанга и тот возвращается в нормальное состояние.
Группа прибывает в деревню Царства Земли, находящуюся под контролем Народа Огня. Оказавшись в тюрьме, они подталкивают других пленников восстать против захватчиков и отвоевать деревню обратно. Аанг сообщает Катаре и Сокке, что он владеет только магией воздуха и не успел освоить три других элемента. Они решают отправиться в Северное Племя Воды, где Аанг сможет найти учителя. В Северном Храме Воздуха крестьянин предаёт Аанга и тот попадает в плен к высокопоставленному командующему Народа Огня Джао. Тем не менее, Аанг сбегает благодаря вмешательству таинственного фехтовальщика под псевдонимом Синяя маска. Джао понимает, что под маской этого воина скрывается принц Зуко, и приказывает арбалетчику выстрелить в него, однако Аанг использует магию воздуха, чтобы безопасно отступить вместе с находящимся без сознания Зуко. Аанг присматривает за Зуко до утра, а затем уходит, чтобы воссоединиться с Соккой и Катарой. Джао предпринимает ещё одну попытку убить Зуко, взорвав его корабль, но тот выживает и пробирается на борт корабля Джао.
Когда Аанг, Катара и Сокка прибывают в Северное Племени Воды, местные жители устраивают им роскошный приём, а мастер Пакку соглашается обучить Аватара магии воды. Вскоре после этого Джао начинает осаду Севера, в то время как Зуко отправляется на поиски Аанга. Победив Катару в бою, Зуко захватывает Аанга, который вновь входит в Состояние Аватара и разговаривает с Духом Дракона; тот советует ему «использовать силу океана и показать силу воды». Сознание Аанга возвращается в его тело и вместе с Катарой они обезвреживают Зуко. Дядя Зуко Айро и Джао направляются в священную пещеру, где Джао ловит Духа Луны. Несмотря на предостережения Айро, Джао убивает пойманного Духа, чтобы лишить всех магов воды их способностей. Разъярённый поступком Джао, Айро демонстрирует мощь магии огня, при виде которой Джао и его приспешники в ужасе сбегают. Принцесса Юи жертвует своей жизнью, чтобы воскресить Духа Луны. Джао узнаёт, что Зуко выжил, и оба противника готовятся к бою, однако Айро отговаривает племянника от сражения, после чего Джао убивают маги воды. Вспоминая свою прошлую жизнь до заточения в ледяном плену, Аанг входит в Состояние Аватара и отбрасывает флот Народа Огня гигантской стеной из воды. Отец Зуко, Лорд Огня Озай, узнаёт о поражении Народа Огня на Севере и поручает своей дочери принцессе Азуле помешать Аватару овладеть магией земли и огня.

## В ролях
- Ноа Рингер — Аанг:
 Последний маг воздуха, который считался пропавшим около ста лет. Несмотря на то, что фактически ему 112 лет, Аанг по-прежнему остаётся 12-летним ребёнком. Он — последняя инкарнация Духа Аватара. Хотя ему подвластны все четыре элемента, на момент начала сюжета он владеет только магией воздуха[7].
- Дев Патель — принц Зуко:
 16-летний принц Народа Огня, который путешествует по миру вместе со своим дядей Айро. Бывший наследник престола, который был изгнан собственным отцом, Лордом Огня Озаем. Во время дуэли между ними отец Зуко оставил на его лице шрам и поручил принцу найти Аватара — только так тот сможет вернуть свою честь и восстановить право престолонаследие[8].
- Никола Пельтц — Катара:
 14-летняя девочка, которая является последним магом воды из Южного Племени Воды. Катара очень ответственна для своего юного возраста и заменяет в семье роль её погибшей матери Каи[7].
- Джексон Рэтбоун — Сокка:
 16-летний старший брат Катары и воин из Южного Племени Воды. Несмотря на то, что он не обладает магическими способностями, Сокка зачастую выступает командиром отряда, благодаря своей тактической смекалке и находчивости[7].
- Шон Тоуб — генерал Айро:
 Дядя Зуко по отцовской линии и старший брат Лорда Огня Озая. Очень добродушный и дружелюбный, привязан к Зуко, как к собственному сыну. В прошлом Айро был выдающимся генералом Народа Огня, но ушёл в отставку из-за тяжёлой утраты в семье, в то время как роль наследника престола перешла к его младшему брату. По версии фильма Айро является единственным магом огня, который может создавать этот элемент из ничего при помощи ци[9].
- Аасиф Мандви — адмирал Джао:
 Вспыльчивый командующий Народа Огня, который преследует Аватара и главный соперник Зуко[9].
- Сейшелл Гэбриел — принцесса Юи: 
 Принцесса Северного Племени Воды и возлюбленная Сокки. Во время кульминации повествования жертвует собой и становится новым Духом Луны, чтобы спасти своё племя и сохранить баланс в мире[9].
- Клифф Кёртис — Лорд Огня Озай:
 могущественный лидер Народа Огня, брат Айро и отец принца Зуко и принцессы Азулы[10].
- Саммер Бишил — принцесса Азула:
 14-летняя дочь Лорда Огня Озая и сестра принца Зуко. Сначала появляется во флэшбеке, где Зуко отказывается сражаться с Озаем, а затем в заключительной сцене фильма, когда Озай поручает ей захватить Зуко и Айро и убить Аватара[10].
- Френсис Гуинан — мастер Пакку:
 Мастер магии воды из Северного Племени Воды, который обучил Аанга этому элементу[10].
- Рэндалл Дук Ким — старик из храма: 
Житель Царства Земли, который часто посещает руины Северного Храма Воздуха[10].
- Айзек Джин Солштейн — Хару: 
 юный маг земли, который начал восстание заключённых против Народа Огня, бросив камень в затылок одного из вражеских солдат[10].
- Кеонг Сим — Тайро: 
 Один из магов земли, которые согласились добровольно пребывать в тюрьме Народа Огня в обмен на безопасность их деревни[10].
- Джон Ноубл озвучил Духа Дракона: 
 Придуманный для фильма персонаж, который играет роль Аватара Року, Фэнга, Коха и Гуру Патика из мультсериала[10].
- Кэтрин Хотон — Канна (Пра-Пра): 
 Бабушка Катары и Сокки по отцовской линии. Оно позволяет своим внучке и внуку сопровождать Аватара, так как верит, что только Аватару суждено спасти мир[10].
- Дэймон Гаптон — монах Гиацо: 
 Наставник и лучший друг Аанга в Северном Храме Воздуха. Погиб за 100 лет до событий фильма, во время истребления Народом Огня Воздушных Кочевников[10].

## Производство

### Разработка

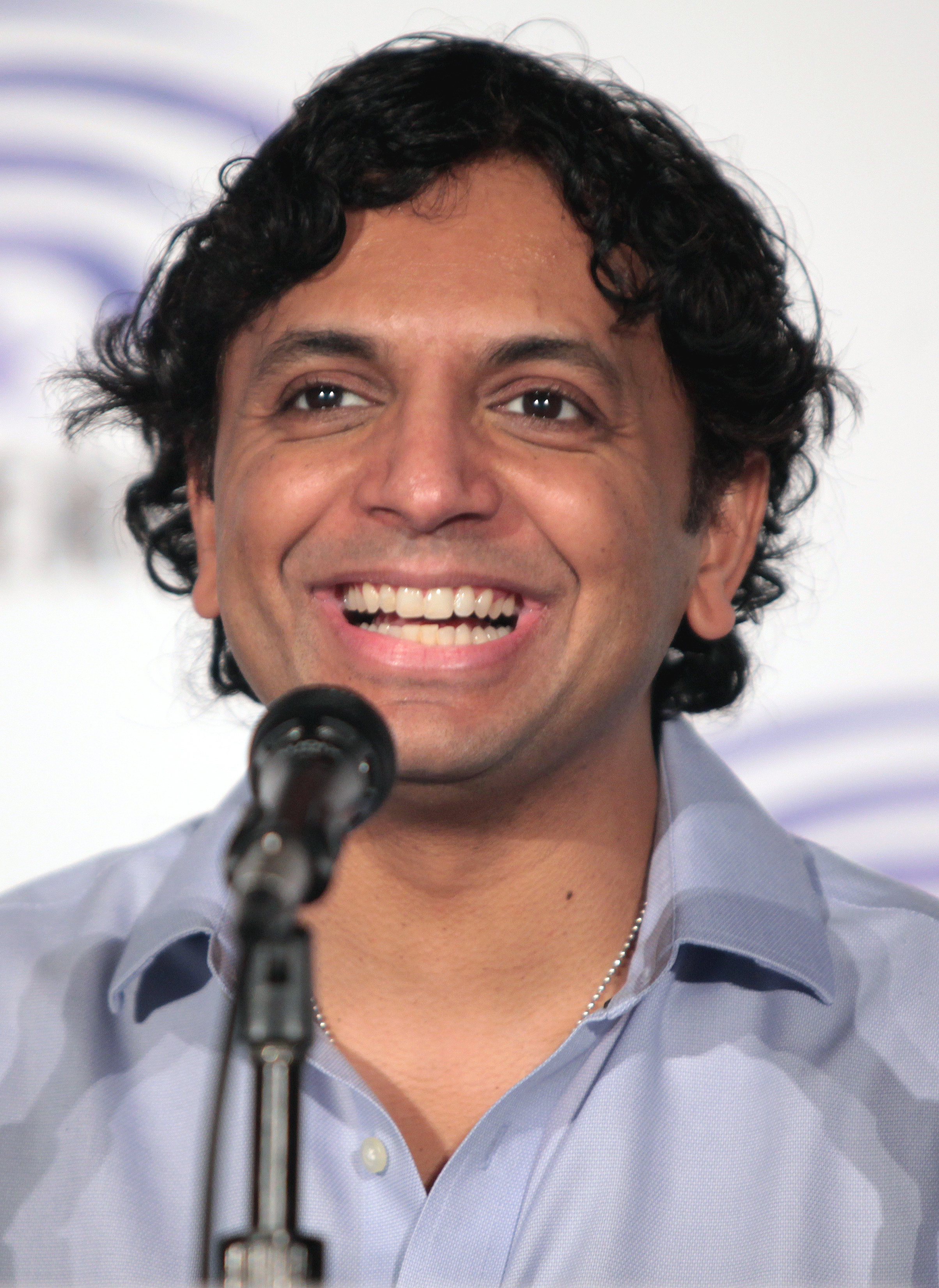
Режиссёр фильма М. Найт Шьямалан

8 января 2007 года компании Paramount Pictures и Nickelodeon Movies объявили о разработке кинотрилогии по мотивам мультсериала «Аватар: Легенда об Аанге», режиссёром, продюсером и сценаристом которой выступит М. Найт Шьямалан; по задумке создателей серии фильмов, каждая картина должна была адаптировать события одного сезона мультсериала, начиная с «Книги 1: Воды». Шьямалан узнал о вселенной Аватара от своей дочери, которая хотела нарядиться Катарой на Хэллоуин, и посмотрел весь мультсериал в кругу своей семьи; Шьямалан поделился своим отношением к мультсериалу: «Просмотр „Аватара“ стал семейным событием в моём доме… поэтому мы с нетерпением ждём продолжения истории в третьем сезоне[…] Познакомившись с удивительным миром, созданным Майком и Брайаном, я подумал, что [Аватар] мог бы стать отличным художественным фильмом»; больше всего в мультсериале Шьямалану понравились боевые искусства и концепция духов.
Соавторы «Легенды об Аанге» Майкл Данте ДиМартино и Брайан Кониецко поддержали кандидатуру Шьямалана, будучи поклонниками его творчества, а тот, в свою очередь, «относился с большим уважением к исходному материалу». В интервью 2014 года Кониецко и ДиМартино рассказали, что «проект получил „зелёный свет“ без их одобрения, а данные ими советы, по большей части, игнорировались». Кониецко добавил: «во-первых, мы в принципе не хотели, чтобы по мотивам мультсериала снимали фильм; во-вторых, раз уж производство фильма началось, мы рассчитывали, что нам позволят принять участие в работе над ним, но нас не пригласили; в-третьих, когда студии наняли Найта, мы подумали: „Вот значит как с нами поступили. Если они обратятся к нам за помощью — мы пойдём навстречу, если нет — будем держаться подальше от этого фильма”. Сначала всё было хорошо и мы рассчитывали на сотрудничество, но потом у нас возникли серьёзные разногласия». Продюсер Фрэнк Маршалл выразил надежду, что фильм получит рейтинг PG. Шьямалан поделился своим видением адаптации: «Мой друг Нейтан Блэкмер помог мне определиться с направлением этого фильма. Я исключил присущие оригинальному мультсериалу ребячество, пердёжные шутки и тому подобное… мы сделали брата Катары более реалистичным… и это хорошо соотносилось с атмосферой фильма». Брэд Грей признался, что хотя у Шьямалана были как удачные фильмы, так и провальные, он всё равно «верил в его видение»; также Грей назвал решение Шьямалана снять фильм «смелым шагом, поскольку режиссёр, по сути, создаёт новую франшизу». Продюсеры были готовы выделить на кинотрилогию бюджет в размере $ 250 млн. Бюджет фильма составил $ 150 млн; также студии потратили около $ 130 млн на маркетинг, что делает «Повелителя стихий» самой дорогой картиной в карьере Шьямалана. Создатели проекта исключили из названия слово «Аватар», чтобы избежать путаницы с одноимённым фильмом Джеймса Кэмерона 2009 года.

### Кастинг
Шьямалан хотел, чтобы Ноа Рингер сыграл Аанга, Джексон Рэтбоун — Сокку, Никола Пельтц — Катару, а Джесси Маккартни — Зуко. В интервью журналу People Шьямалан заявил, что не стал бы снимать «Повелителя стихий» без Пельтц: «За всю свою карьеру я говорил нечто подобное только однажды, когда познакомился с Хэйли во время кастинга к фильму „Шестое чувство“». В феврале 2009 года стало известно, что вместо Маккартни принца Зуко сыграет Дев Патель; по словам Шьямалана, график Маккартни не позволил ему пройти обучение в лагере боевых искусств вместе с другими актёрами фильма, однако сам Маккартни утверждал, что незадолго до начала съёмок продюсеры уволили его по политическим причинам. Кэтрин Хотон сыграла «Пра-Пра», бабушку Катары и Сокки, а Сейшелл Гэбриел — принцессу Юи, возлюбленную Сокки и принцессу Северного Племени Воды. Айзек Джин Солштейн получил роль Хару, юного мага земли. Комик Аасиф Мандви перевоплотился в командующего Джао, Клифф Кёртис присоединился к проекту в роли Лорда Огня Озая, а Кеонг Сим сыграл мага земли Тайро.
В возрасте 10 лет Рингер начал обучаться боевому искусству и национальному виду спорта Кореи тхэквондо. Перед тренировками он брил голову, чтобы охладиться, из-за чего многие его знакомые прозвали молодого человека «Аватаром», из-за его сходства с главным героем мультсериала. Узнав о производстве киноадаптации «Легенды об Аанге», Рингер вместе со своим инструктором записал видеообращение для кастинга и отправил его создателям фильма. Так как это была первая роль в карьере Рингера, тот должен был обучиться в актёрской школе за месяц до начала съёмок. Пельтц была фанаткой мультсериала, поэтому много знала о Катаре.
До выхода картины «Миллионер из трущоб» (2008) Патель прошёл прослушивание на роль Зуко, отправив в студию кассету со своей видеовизиткой. Шьямалан лично позвонил Пателю и сообщил о его утверждении.. В рамках подготовки к роли Патель изучал ушу и другие боевые искусства.; по словам актёра, он получил «по-настоящему потрясающий опыт».. Во время съёмок «Миллионера из трущоб» в Индии, Патель смотрел «Легенду об Аанге» между дублями.. Несмотря на то, что «Повелитель стихий» был основан на мультсериале, актёр хотел привнести в образ Зуко «что-то от себя».. Шон Тоуб, сыгравший Айро, описал своего персонажа, как «невозмутимого» и «волевого» человека. Тоуб расценил «одержимость» Зуко, как жажду признания, которого любой ребёнок хочет добиться от своих родителей: «Это не значит, что он плохой, просто из-за накопившегося внутри него гнева он не задумывается о чувствах других. Думаю, люди поймут, что он не злодей, и злится и причиняет боль другим из-за отсутствия отцовской любви». По словам Тоуба, став свидетелем отдачи и игры Пателя, он стал относиться к фильму более серьёзно. Кроме того, актёр назвал «Повелителя стихий» более зрелым произведением, чем оригинальный мультсериал из-за того, что Шьямалан ориентировался на различные возрастные аудитории.

#### Споры о кастинге

Сопоставление основных персонажей в фильме (слева) и сериале (справа)

Многие фанаты мультсериала были недовольны выбором актёров на роли персонажей с восточноазиатской и инуитской внешностью; они обвинили создателей фильма в расизме, изложили свои претензии в адресованных им письмах и даже призывали бойкотировать картину. К примеру, Майкл Ле с портала Racebending.com был крайне возмущён «искажением не только этнической принадлежности некоторых персонажей, но и культурного разнообразия, заложенного во всеми любимом детском мультсериале». Президент некоммерческой организации Media Action Network for Asian Americans, отстаивающей права американцев азиатского происхождения и выступающей против расовых стереотипов и дискриминации в кино, Гай Аоки указал на упущенную возможность «представить новых звёзд азиатско-американского происхождения». По окончании кастинга, на который приглашались «представители европеоидной расы и других национальностей», Шьямалан заверил критиков, что «во всех фильмах трилогии будут показаны различные направления мировой культуры». Представители Paramount подтвердили участие в фильме актёров корейского, японского и индийского происхождения и отметили: «в интерпретации режиссёра есть множество аспектов, благодаря которым мультсериал стал глобальным феноменом. Мы верим, что этот фильм понравится, как поклонникам оригинального произведения, так и новой аудитории».
Шьямалан истолковал негативную реакцию фанатов на изменение расы персонажей в кино следующим образом: «В аниме нет героев, которые различаются по национальному признаку. Оно должно быть инклюзивным для всех рас, благодаря чему зрители могут ассоциировать себя с различными персонажами… Я собираюсь сделать и без того „мультикультурный“ фильм ещё более мультикультурным благодаря своему подходу к подбору актёров». Рэтбоун поддержал видение режиссёра и посоветовал фанатам отбросить их скептицизм. Роджер Эберт был одним из тех профессиональных критиков, которым не понравились кастинговые решения создателей фильма; рецензент отметил: «зрители любили мультсериал „Аватар: Легенда об Аанге“ от Nickelodeon, а тот, в свою очередь, оставался хитом на протяжении трёх сезонов. Фанаты мультсериала считают само собой разумеющимся, что тамошние герои — азиаты. Зачем Paramount и Шьямалан изо всех сил пытаются оскорбить этих фанатов? Есть много молодых актёров азиатского происхождения, которые могли бы сыграть эти роли».
В июле 2013 года, в ответе на вопрос на онлайн-комментарий по поводу цвета кожи в «Легенде о Корре» (2012) со-создатель мультсериала Брайан Кониецко сетовал на «грубую неверную интерпретацию нашего [с Димартино] творчества в фильме [Шьямалана]».

### Съёмки
Подготовка к съёмочному процессу началась в конце 2008 года, а сами съёмки стартовали 13 марта 2009 года в Гренландии. Две недели спустя актёрский состав и съёмочная группа перебрались в Рединг (Пенсильвания), где художники-постановщики и специалисты по визуальным эффектам в течение нескольких недель обустраивали съёмочную площадку. Создатели обнаружили пагоду на горе Пенн, которая послужила в фильме древним храмом. По словам мэра Ридинга Тома МакМэхона, в рамках подготовки к съёмкам «Повелителя стихий» местные строительные бригады починили дорогу и закопали линии электропередач вокруг пагоды.
Завершив работу у пагоды, съёмочная группа переместилась в городок Онтелони; отдельные сцены снимались у пожарной вышки мемориала Уильяма Пенна (Пенсильвания). Часть съёмок велась в Филадельфии, где компания Berks Economic Development подготовила «несколько зданий с высокими потолками и необходимым команде расстоянием между колоннами». Производственные помещения были арендованы у системы здравоохранения Temple Health; этими помещениями были корпоративных офисы организации. Здесь же создатели фильма проводили репетиции. Съёмки «Повелителя стихий »проходили в заброшенном комплексе Budd Company через дорогу, который был перестроен под студию и на время оснащён системой кондиционирования воздуха, подведённой к съёмочной площадке. Съёмки картины завершились 26 сентября 2009 года.

### Визуальные эффекты

Верхний кадр: анимированная вода без обработки
Нижний кадр: итоговая версия сцены из фильма

За разработку специальных эффектов к фильму отвечала компания Industrial Light and Magic, деятельность которой курировал супервайзер Пабло Хелман, наиболее известный по работе над картиной «Звёздные войны. Эпизод II: Атака клонов» (2002).Команда Хелмана, состоявшая приблизительно из 300 специалистов, работала над визуализацией видения Шьямалана; супервайзер и режиссёр рассмотрели каждую сцену фильма, чтобы понять, в каких эпизодах необходимо добавить компьютерную графику.
Помимо визуализации магии природных стихий — воды, земли, огня и воздуха, сотрудники Industrial Light and Magic анимировали вымышленных существ из фильма и создали цифровых двойников актёров, чтобы трюки с их участием смотрелись более убедительно. Хелман, который назвал проделанную работу «сложной», отметил, что ему и его коллегам пришлось вникать в суть «магии» элементов. Создатели фильма приступили к съёмкам без необходимого оборудования для создания эффектов. «Магия» четырёх стихий создавалась при помощи компьютерных графических карт, благодаря которым специалисты могли предварительно оценить задуманные эффекты. Шьямалану пришлось снять более шестидесяти дублей, чтобы добиться желаемого результата.
Наибольшее трудности у Industrial Light and Magic возникли с реалистичной демонстрацией магии огня и воды; также у них были проблемы с детализацией мелких частиц магии земли. При создании магии огня Industrial Light and Magic использовала технологию из фильма «Гарри Поттер и Принц-полукровка» (2009). В какой-то момент создатели «Повелителя стихий» планировали использовать в фильме настоящий огонь, но, в конечном итоге, решили сгенирировать его на компьютере. В случае с магией воздуха, Хелман и команда позаимствовали принцип её действия из оригинального мультсериала; арт-директор по визуальным эффектам Кристиан Альцман и руководитель отдела цифрового матирования Барри Уильямс наблюдали за движением частиц пыли и снега, чтобы понять, как лучше показать элемент воздуха. Поскольку эффекты колдовства накладывались поверх отснятого материала, Шьямалан предварительно срежиссировал сцены, в которых персонажи управляли элементами; он хотел, чтобы у каждого из героев был собственный уникальный стиль.
Так как по задумке производственных студий «Повелитель стихий» должен был выйти в формате 3D, некоторые сцены сопровождались непрерывным движением камеры и снимались при помощи маски. Съёмки финальной битвы проходили на площадке размером 200 на 200 футов; создатели фильма наложили поверх этой сцены гренландские пейзажи и освещение под низким углом. На основе загруженных в компьютер фотографий создавались цифровые фоны, на которые затем съёмочная группа добавляла анимированую камеру, чтобы подобрать необходимые ракурсы для реальных съёмок. При создании вымышленных существ, таких как лемур Момо, специалисты по визуальным эффектам изучали движения и поведение схожих по размеру реальных животных. Шьямалан хотел, чтобы у Момо была та же механика полёта, что и у фруктоядных листоносов. На более поздних этапах производства специалисты оснастили компьютерные модели текстурой, волосами или чешуей, а также добавили свет и тень.
В конце апреля 2010 года Paramount Pictures объявила, что «Повелитель стихий» выйдет в формате 3D. Руководство компании приняло во внимание высокие кассовые сборы таких картин, как «Аватар», «Алиса в стране чудес» (2010) и «Битва титанов» (2010). Хотя Хелман утверждал, что метод съёмки «Повелителя стихий» способствует органичному преобразованию фильма в 3D, Джеймс Кэмерон выразил прямо противоположную позицию. Несмотря на это заявление, Шьямалан заключил договор с компанией Stereo D LLC, с которой Кэмерон ранее сотрудничал во время производства «Аватара». Стоимость конвертирования фильма оценивается в диапазоне от $ 5 до 10 млн; эта сумма увеличила производственный бюджет картины, который изначально составлял $ 100 млн.

### Музыка
В декабре 2008 года стало известно, что музыку к «Повелителю стихий» напишет композитор Джеймс Ньютон Ховард, который ранее работал над саундтреками шести предыдущим фильмам Шьямалана. 13 мая 2009 года Маршалл объявил, что Ховард подготовил музыку для тизер-трейлера, релиз которого состоялся во второй половине лета; По словам Маршалла, во всех трейлерах к фильму использовалась музыка Ховарда. Для написания саундтрека, вышедшего под лейблом Lakeshore Records 29 июня 2010 года, Ховарду потребовалось нанять ансамбль из 119 человек. Длительность альбома составляет 66 минут; он содержит одиннадцать основных треков продолжительностью от трёх до семи минут, а также дополнительный трек «Airbender Suite», хронометраж которого насчитывает одиннадцать минут. Большинство критиков оценили саундтрек положительно.

## Выпуск

### Продвижение

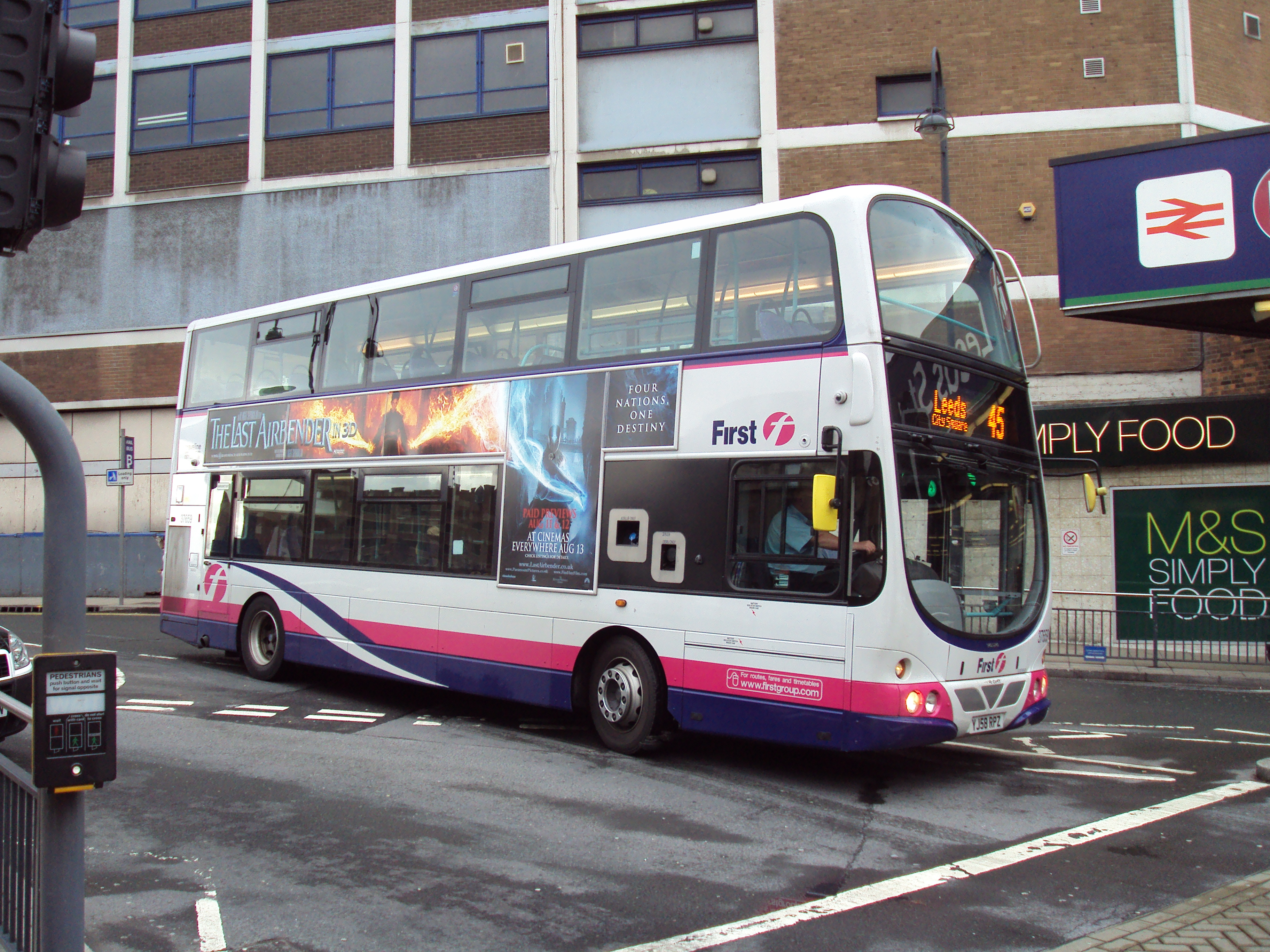
Реклама «Повелителя стихий» на автобусе компании First Leeds

Тизер-трейлер «Повелителя стихий» демонстрировался перед сеансами фильма «Трансформеры: Месть падших», прокат которого начался 24 июня 2009 года. Также эксклюзивный показ трейлера состоялся в эпизоде Entertainment Tonight от 22 июня 2009 года. В трейлере Аанг практикует магию воздуха в храме, окружённом множеством кораблей Народа Огня. До выхода фильма Paramount Pictures выпустила три полноценных трейлера.
Трансляция первого телевизионного ролика состоялась во время Супербоула XLIV 7 февраля 2010 года. В нём были кадры, которые отсутствовали в тизере-трейлере; вместо диалогов голос за кадром излагал экспозицию. 10 февраля в сети появился новый трейлер.
9 февраля 2010 года Nickelodeon Consumer Products выпустила линейку игрушек по мотивам «Повелителя стихий». Она состояла из нескольких фигурок в масштабе 33⁄4 дюйма; также компания запустила в продаже более крупные фигурки, костюмы и другой реквизит. В линейку вошли фигурки Аанга, принца Зуко, Сокки, Катары, а также бизона Аппы. «Мы тесно сотрудничали с М. Найтом, другими членами команды Paramount и нашей собственной командой дизайнеров, а также с нашим деловым партнёром „Spin Master“, чтобы подобрать правильный ассортимент и выбрать правильный размер для этих фигурок, а также убедиться, что в нашей линейке есть представители всех наций из франшизы „Легенда об Аанге”» — заявила Лурдес Арочо из Nickelodeon. Всего было выпущено три волны фигурок по мотивам фильма: запуск первой волны начался 1 июня, выход второй был приурочен к премьере картины в июле, а фигурки из третьей поступили в продажу ближе к сезону отпусков. THQ Studio Australia разработала одноимённую игру для Wii и Nintendo DS, релиз которой состоялся 29 июня 2010 года.
Дэйв Роман и Элисон Уилгус написали два чёрно-белых графических романа The Last Airbender Prequel: Zuko's Story и The Last Airbender, проиллюстрированных в стилистике аниме. «„Аватар: Легенда об Аанге“ очень полюбился читателям манги. Благодаря фильму „Повелитель стихий“ и оригинальной манги по его мотивам мы можем поделиться совершенно новыми историями с фанатами „Аватара“, которые хотят узнать как можно больше об Аанге, Зуко и других любимых персонажах» — заявил младший издатель манги Даллас Миддо. The Last Airbender, как и «Повелитель стихий», адаптирует события первого сезона мультсериала. Её релиз состоялся 22 июня 2010 года.
Иллюстрации к приквелу Zuko's Story подготовила Нина Мацумото; сам роман вышел 18 мая 2010 года. В начале 2010 года в сети появился его синопсис: «Когда принц Зуко осмелился поставить под сомнение власть своего отца, Лорда Огня Озая, тот изгнал его из Народа Огня. Получив ужасную рану и лишившись всего, что ему было дорого, Зуко в течение трёх лет скитался по миру в поисках единственного шанса на искупление — Аватара, мистического существа, которое когда-то поддерживало баланс между четырьмя нациями. Другие люди считают эту задачу невыполнимой, так как Аватар исчез столетие назад, однако Зуко упорно продолжает поиски. Он должен вернуть свою честь, поэтому его поиски — это всё, что у него есть».
Создатели комиксов по мотивам мультсериала для журнала Nick Magazine Роман и Уилгус консультировались с создателями «Легенды об Аанге» Майклом Данте ДиМартино и Брайаном Кониецко, а также с главным сценаристом мультсериала Аароном Эхасом. Все четверо хотели, чтобы события Zuko's Story не противоречили основному сюжету. Несмотря на то, что роман задумывался, как приквел к фильму, создатели планировали связать его с мультсериалом. Роман дал комментарий по этому поводу: «Наша история расширяет историю происхождения персонажа. Несмотря на различия между фильмом и мультсериалом, у них есть общие предпосылки, поэтому прошлое их героев идентично».

### Премьера и домашние издания
Во избежание путаницы с «Аватаром» Джеймса Кэмерона, создатели фильма изменили исходное название «Аватар: Легенда об Аанге» на «Повелитель стихий». Премьера «Повелителя стихий» состоялась в Нью-Йорке 30 июня 2010 года, а на следующий день начался показ фильма в 3169 кинотеатрах одновременно с картиной «Сумерки. Сага. Затмение», в котором также снялся Джексон Рэтбоун.
На DVD и Blu-ray «Повелитель стихий» вышел 16 ноября 2010 года. В магазинах Best Buy продавалось эксклюзивное Blu-ray 3D-издание. 25 апреля 2017 года состоялось переиздание фильма на DVD и Blu-ray. По состоянию на декабрь 2010 года суммарные продажи DVD и Blu-ray составили $ 48,7 млн, причём было продано 1,6 миллиона копий DVD и 300 000 дисков Blu-ray.

## Восприятие

### Кассовые сборы
«Повелитель стихий» заработал $ 131 772 187 в США и $ 187 941 694 в других странах; суммарные сборы фильма составляют $ 319 713 881. В премьерный день американского релиза «Повелитель стихий» заработал $ 16 614 112, заняв 5-е место в списке самых кассовых фильмов 2010 года, и 2-е среди премьер, уступив картине «Сумерки. Сага. Затмение». За первые три дня проката сборы фильма превысили $ 40 325. В следующий понедельник «Повелитель стихий» собрал $ 11 479 213, причём 54 % общего дохода принесли 3D-сеансы в 1606 кинотеатрах. В других странах за первые премьерные выходные сборы фильма, который демонстрировался в 923 кинотеатрах, составили $ 9 млн; $ 8 млн приходились на 870 кинотеатров России, где «Повелитель стихий» возглавил прокат. За вторые выходные международного релиза сборы фильма увеличились на $ 9,4 млн. В конечном итоге «Повелитель стихий» занял 20-е место среди самых прибыльных фильмов 2010 года, и 4-е в списке самых кассовых проектов Nickelodeon Movies, уступив картинам «Губка Боб в 3D» (2015), «Черепашки-ниндзя» (2014) и «Приключения Тинтина: Тайна «Единорога»» (2011).

### Критика
«Последний маг воздуха» — это мучительный опыт во всех отношениях, которые я мог бы себе вообразить, а другие ещё ждут своего открытия. Обычно в фильмах есть хоть что-то хорошее. Но не в этом случае. Он забивает гвоздь в гроб дешёвого 3D, но гробов потребуется гораздо больше.
На агрегаторе рецензий Rotten Tomatoes рейтинг свежести фильма составляет 5 % со средней оценкой 3 балла из 10 на основе 192 рецензий, что делает «Повелителя стихий» самым раскритикованным фильмом как среди проектов Nickelodeon Movies, так и в карьере Шьямалана. Консенсус сайта гласит: «„Повелитель стихий“ позорит популярный первоисточник своим невнятным сюжетом, ужасной актёрской игрой, а также наплевательской и мрачной режиссурой». Metacritic, который выставляет оценки на основе среднего арифметического взвешенного, дал фильму 20 баллов из 100 на основе 33 обзоров, что указывает на «преимущественно негативную критику». Зрители, опрошенные CinemaScore, поставили фильму среднюю оценку «C» по шкале от A+ до F.
Лиам Лейси из The Globe and Mail указал на отсутствие сюжетных арок персонажей и назвал повествование фильма «большой экспозицией». По мнению Оуэна Глейбермана из Entertainment Weekly, который поставил картине тройку, «„Повелитель стихий“ пытается закидать вас контентом, однако по итогу всё равно оказывается пустышкой». Роджера Эберта из Chicago Sun-Times дал фильму ползвезды из четырёх, отметив, что тот «утомляет и отталкивает свою зрительскую аудиторию», а среди главных недостатков фильма рецензент выделил плохое использование особенностей 3D. Кейт Фиппс из The A.V. Club поставил фильму оценку F, раскритиковав игру детей-актёров, большое количество экспозиции и неубедительные 3D-эффекты; сам фильм Фиппс назвал худшим летним блокбастером 2010 года. Кирк Ханикатт из The Hollywood Reporter отметил, что из-за неправильного подбора актёров в фильме отсутствуют этнические особенности мультсериала, но, в то же время, похвалил некоторых актёров, в частности Рингера в роли Аанга. К числу недостатков картины Питер Дебрюге из Variety отнёс неподходящий актёрский состав и музыку, из-за которых «Повелитель стихий» смотрится скучно. Rifftrax поместил фильм на 5-е место в своём списке «10 худших фильмов всех времён», резюмируя: «Мы ОФИЦИАЛЬНО заявляем, что вы с лёгкостью возненавидите этот фильм, даже если никогда не смотрели оригинальный мультсериал.
В своей рецензии для io9  Чарли Джейн Андерс раскритиковала «безличностного героя, бессмысленные сюжетные повороты, хаотичную компьютерную графику и пресную любовную линию», отметив, что «величайшее достижение фильма Шьямалана заключается в том, что он берёт за основу захватывающий культовый мультсериал „Аватар: Легенда об Аанге“ и систематически высасывает из него уникальность и душу, в результате чего становится чем-то стерильным, пародией на эпопею всех времён». По мнению Андерсон, «на фоне „Повелителя стихий“ „Драконий жемчуг: Эволюция” кажется шедевром». Портал Ain’t It Cool News задался вопросом, почему Шьямалану доверили срежиссировать и написать сценарий столь важного фильма после четырёх провальных картин из его фильмографии; рецензент резюмировал: «Нагромождённый бесконечной экспозицией, неправильно подобранными актёрами, которые демонстрируют худшую игру в своей карьере, „Повелитель стихий“ настолько возмутительно плох, что я считаю чудом само его существование».
Скотт Боулз из USA Today оставил о фильме более-менее положительную рецензию, отметив хорошую режиссуру Шьямалана по части боевых сцен; по мнению Боулз, из «Повелителя стихий» получился нормальный детский фильм, но из-за плохо написанного сценария актёры время от времени выглядели деревянными. Стефани Захарек из MovieLine также похвалила картину за красиво показанные боевые стили. Дэвид Рорк из журнала Relevant Magazine обвинил других критиков в предубеждении к Шьямалану и положительно отозвался о визуальных эффектах и смысловом наполнении фильма, ради которых, по его мнению, можно закрыть глаза на слабый сюжет и ужасные диалоги.
Питер Брэдшоу из The Guardianудивился, что Шьямалану удалось снять фильм хуже, чем «Девушка из воды» и «Явление». Кирк Хоникут из The Hollywood Reporter поделился своим отношением к фильму: «Шьямалан, который никогда раньше не ставил эпические фильмы, получает максимум проходные оценки. На огромные декорации и съёмочные площадки, простирающиеся от Гренландии до Новой Зеландии, наложено неубедительное освещение. Быть может лампочка перегорела. Создатели по глупости конвертировали фильм в 3D после завершения съёмок, однако это сделано ещё хуже, чем в „Битве титанов“». В своём обзоре Collider заключил: «Я считаю „Повелитель стихий“ худшим фильмом 2010 года. Не хочется думать, что существует что-то более отвратительное»
.

### Реакция съёмочной группы
Шьямалан утверждал, что критики разгромили «Повелителя стихий» из-за его авторского видения и художественной формы повествования; режиссёр сравнил эти рецензии с попыткой навязать художнику изменить его стиль: «Я визуализировал видение из своей головы, поэтому даже не знаю, как бы я смог изменить его не будучи самим собой». В ответ на критику короткой продолжительности блокбастера, которая едва превышает 90 минут, Шьямалан ответил, что все его предыдущие картины длились 90 минут, поэтому он инстинктивно хотел сократить хронометраж. По мнению ряда критиков, такое решение породило новые проблемы: персонажи часто прибегали к длинным экспозициям, чтобы подвести итог целым эпизодам, на которые не хватило времени; в частности они отметили беглые закадровые комментарии Катары, в котором та резюмировалы целые подсюжеты, например отношения Сокки и Юи, что не были показаны на экране. После прочтения лекцию известного учёного-резидента Ашока К. Сани в Школа бизнеса Стерна Нью-Йоркского университета от 16 апреля 2019 года, Шьямалан признался, что сожалеет о выбранном режиссёрском стиле и больше не хочет адаптировать чужие произведения.
Дев Патель выразил сожаление и неприязнь относительно своей роли и работе над фильмом в целом. В интервью с The Hollywood Reporter в 2016 году, приуроченному к премьеру картины «Лев», Патель заявил: «Не знаю, в чём бы мне хотелось сняться, но я точно знаю, что боюсь больших студийных фильмов… После „Трущоб“ я снялся в фильме, который получил разгромную критику. Весь бюджет „Трущоб“ состоял из суммы, которую создатели того фильма потратили на ремесленные услуги». Он добавил: «Я был разочарован полученным опытом. Мне казалось, что меня не слышат. Меня действительно это пугало, и именно тогда я осознал силу слова „нет“, способность дать отказ. Прислушайтесь к тому инстинкту, который возникает, когда вы впервые читаете сценарий». По словам актёра, наблюдая за собой в роли принца Зуко он словно видел незнакомого ему человека. В ходе сессии вопросов и ответов на Reddit актёр озвучивания Зуко из мультсериала Данте Баско заявил, что не смотрел «Повелителя стихий» по совету ДиМартино и Кониецко.

### Награды и номинации
«Повелитель стихий» получил 9 номинаций на 31-й церемонии вручения наград премии «Золотая малина», в том числе, как «худший фильм»; фильм выиграл в четырёх номинациях: «худший фильм», «худший режиссёр» (Шьямалан), «худший сценарий» (Шьямалан), «худший актёр второго плана» (Джексон Рэтбоун) и «худший 3D-фильм».
| Год  | Награда                                           | Категория                                                                               | Номинант(ы)                                          | Результат | Источник |
| ---- | ------------------------------------------------- | --------------------------------------------------------------------------------------- | ---------------------------------------------------- | --------- | -------- |
| 2010 | Teen Choice Awards                                | Лучший летний фильм                                                                     | «Повелитель стихий»                                  | Номинация | [ 117 ]  |
| 2010 | Международная ассоциация музыкальных кинокритиков | Музыкальная композиция года к фильму «Течёт, как вода»                                  | Джеймс Ньютон Ховард                                 | Номинация | [ 118 ]  |
| 2010 | Международная ассоциация музыкальных кинокритиков | Лучший оригинальный саундтрек к фэнтези / научно-фантастическому фильму / фильму ужасов | Джеймс Ньютон Ховард                                 | Номинация | [ 118 ]  |
| 2010 | «Молодой актёр»                                   | Лучшая роль в художественном фильме (молодой актёр первого плана)                       | Ноа Рингер                                           | Номинация | [ 119 ]  |
| 2010 | «Молодой актёр»                                   | Лучшая роль в художественном фильме (молодая актриса второго плана)                     | Сейшелл Гэбриел                                      | Номинация | [ 119 ]  |
| 2010 | «Золотая малина»                                  | Худший фильм                                                                            | Фрэнк Маршалл, Сэм Мерсер и М. Найт Шьямалан         | Победа    | [ 115 ]  |
| 2010 | «Золотая малина»                                  | Худший режиссёр                                                                         | М. Найт Шьямалан                                     | Победа    | [ 115 ]  |
| 2010 | «Золотая малина»                                  | Худший сценарий                                                                         | М. Найт Шьямалан                                     | Победа    | [ 115 ]  |
| 2010 | «Золотая малина»                                  | Худшая мужская роль второго плана                                                       | Дев Патель                                           | Номинация | [ 115 ]  |
| 2010 | «Золотая малина»                                  | Худшая мужская роль второго плана                                                       | Джексон Рэтбоун (также за «Сумерки. Сага. Затмение») | Победа    | [ 115 ]  |
| 2010 | «Золотая малина»                                  | Худшая женская роль второго плана                                                       | Никола Пельтц                                        | Номинация | [ 115 ]  |
| 2010 | «Золотая малина»                                  | Худший актёрский дуэт / худший актёрский состав                                         | Все актёры                                           | Номинация | [ 115 ]  |
| 2010 | «Золотая малина»                                  | Худший приквел, сиквел, ремейк или плагиат                                              | «Повелитель стихий»                                  | Номинация | [ 115 ]  |
| 2010 | «Золотая малина»                                  | Худший фильм в формате 3D                                                               | «Повелитель стихий»                                  | Победа    | [ 115 ]  |

## Будущее
Во время съёмок «Повелителя стихий» Шьямалан набросал черновой вариант для второго, более мрачного фильма, в котором в качестве главного антагониста появляется Азула в исполнении Саммер Бишил. В интервью New York Magazine 2010 года Шьямалан поделился планами на сиквел фильма: «В ближайшие несколько месяцев мы узнаем, будет ли у нас такая возможность или нет». В сентябре 2010 года режиссёр вновь дал новый комментарий по этому поводу: «Я не знаю, так как существует слишком много факторов, которые следует принимать во внимание». В сентябре 2015 года Шьямалан сообщил Metro UK, что планирует приступить к работе над сиквелом после завершения своего следующего триллера, съёмки которого должны были начаться в ноябре 2015 года. В конечном итоге из-за разгромной критики и не оправдавших ожиданий кассовых сборов, Paramount отменила планы на трилогию.